# رحمة (فلم)
رحمة هو فيلم مغربي من إنتاج 2003 تدور أحداثه في مدينة الدار البيضاء من إخراج عمر الشرايبي، و بطولة حسن الفد و هدى الريحاني. و يحكي قصة امرأة عازبة تتهم رجلا متزوجا بأنه والد ابنها.

## وصلات خارجية
- رحمة على موقع IMDb (الإنجليزية)
- رحمة على موقع قاعدة بيانات الفيلم (الإنجليزية)
- رحمة على موقع ليتربوكسد (الإنجليزية)